# كلية الدراسات التطبيقية وخدمة المجتمع (جامعة الملك فيصل)
كلية الدراسات التطبيقية وخدمة المجتمع بجامعة الملك فيصل هي إحدى كليات جامعة الملك فيصل في محافظة الأحساء في المنطقة الشرقية في المملكة العربية السعودية.

## التاريخ
تأسست كلية الدراسات التطبيقية وخدمة المجتمع في العام الدراسي 1421 - 22 هـ.

## برامج
تشمل كلية الدراسات التطبيقية وخدمة المجتمع عدة برامج مثل برامج الدبلوم، وبرامج الدبلوم الصحي، وبرامج الانتقالي.

### برامج الدبلوم
تشمل برامج الدبلوم برامج مثل دبلوم الحاسب الألي ونظم المعلومات، ودبلوم المحاسبة، ودبلوم التسوق.

### برامج الدبلوم الصحي
تشمل برامج الدبلوم الصحي برامج مثل دبلوم فني صحة الفم والأسنان، ودبلوم التمريض العام.

### برامج الانتقالي
تشمل برامج الانتفالي برامج مثل البرنامج الانتقالي للمحاسبة، والبرنامج الانتقالي للتسوق، والبرنامح الانتقالي للعلوم المالية، والبرنامج الانتقالي لتخصيص التامين والمخاصر.

## شروط
شروط القبول في الكلية الحصول علي الشهادة الثانوية أو ما يمثلها للبرامج الأكاديمية، والبرنامج التأهيلي لكلية العلوم الإدارية والتخطيط.